# 日曜日に雨
日曜日に雨は、日本のバンド・たまの楽曲。同バンドの10枚目のシングルとしてイーストワールドより1993年9月29日にリリースされた。

## 解説
前作「ふしぎな夜のうた」からおよそ3か月後にリリースされた、滝本晃司による楽曲としては最後のシングル。
アルバム『ろけっと』と同時発売だが、「日曜日に雨」はバージョン違い、「パラシュート」は未収録のため、本シングルに収録された楽曲はいずれもアルバムで聴く事ができない。
なお、1995年にキーボーディストの柳原幼一郎が脱退したため、4人体制では最後のシングルとなった。

## 収録曲
1. 日曜日に雨
作詞：滝本晃司、作曲・編曲：たま、ストリングスアレンジ：金子飛鳥
たまのメンバーがフル演奏したトラックに、金子飛鳥カルテットによるストリングスの音をかぶせる形でアレンジされている。対して『ろけっと』に収録されているバージョンはたまのフル演奏版が収録されている。声を張り上げる感じで歌える楽曲にするよう意識して作成された[4]。本シングルのバージョンでPVが作成されており、たま結成15周年で発売されたビデオ『History of Tama15』の2本目に収録された。
2. パラシュート
作詞：柳原幼一郎、作曲・編曲：たま
アルバム未収録曲。のちに柳原の自主制作盤である『RE-CORD'00』にライブバージョンとしてセルフカバーしたものが収録されたが、これも廃盤となったため、現在では柳原のソロDVD『いつかウシになる日まで』でのみ視聴できる[5]。